# 데시오가와온센역
데시오가와온센역(일본어: 天塩川温泉駅)은 일본 홋카이도 나카가와 군 오토이넷푸촌에 위치한 홋카이도 여객철도 소야 본선의 철도역이다. 역 번호는 W59이며, 단선 승강장 1면 1선의 구조를 가진 지상역이자 무인역이다.

## 역 주변
- 국도 제40호선
- 데시오강
- 데시오가와 온천

## 역사
- 1956년 7월 1일 : 일본국유철도의 미나미삿쿠루 가승강장으로서 개업. 여객 취급만.
- 1981년 7월 : 데시오가와 가승강장으로 개칭.
- 1987년 4월 1일 : 일본국유철도 분할 민영화에 의해, 홋카이도 여객철도가 승계. 동시에 가승강장으로부터 역으로 승격.
- 1990년 3월 10일 : 영업 거리 설정.

## 인접 역
| 홋카이도 여객철도 소야 본선    | 홋카이도 여객철도 소야 본선 | 홋카이도 여객철도 소야 본선 |
| ------------------------------ | --------------------------- | --------------------------- |
| W57 온네나이역 아사히카와 방면 | ■ 소야 본선                 | 삿쿠루 W60 왓카나이 방면    |